# Tino Bianchi
Pour les articles homonymes, voir Bianchi.
Tino Bianchi, né le 21 juin 1905 à São Paulo (Brésil) et mort le 4 janvier 1996 à Rome (Italie), est un acteur italien.

## Biographie
Au cinéma, Tino Bianchi contribue à trente-trois films italiens (ou en coproduction), le premier sorti en 1933, le dernier étant Secret d'État de Giuseppe Ferrara (1995, avec Massimo Ghini et Massimo Dapporto). Entretemps, mentionnons Senso de Luchino Visconti (1954, avec Alida Valli et Farley Granger), Le Commissaire Maigret à Pigalle de Mario Landi (coproduction franco-italienne, 1966, avec Gino Cervi et Raymond Pellegrin), L'An un de Roberto Rossellini (1974, avec Luigi Vannucchi et Dominique Darel) et Tutti dentro d'Alberto Sordi (1984, avec Alberto Sordi et Joe Pesci).
À la télévision italienne, il apparaît dans vingt-six téléfilms, le premier diffusé en 1954, le dernier en 1981 ; certains sont d'origine théâtrale, dont L'Avare de Vittorio Cottafavi (adaptation de la pièce éponyme de Molière, 1957, avec Sergio Tofano dans le rôle-titre).
S'ajoutent vingt-neuf séries de 1960 à 1991, dont les mini-séries I Giacobini (1962) et Caravaggio (1967).
Actif au théâtre (notamment radiophonique) durant toute sa carrière, il joue entre autres dans Les Bas-fonds de Maxime Gorki (à Milan en 1947, avec Lilla Brignone et Giorgio Strehler), Été et Fumées de Tennessee Williams (à Rome en 1959, avec Lilla Brignone et Anna Maria Bottini), Le marchand de glace est passé d'Eugene O'Neill (à Gênes en 1965, avec Omero Antonutti et Marisa Belli) et Mesure pour mesure de William Shakespeare (à Rome en 1976, avec Luigi Vannucchi et Ottavia Piccolo).
Marié avec Anna Maria Bottini (1916-2020), Tino Bianchi la laisse veuve à sa mort en 1996, à 90 ans.

## Filmographie

### Cinéma
- 1935 : Il serpente a sonagli de Raffaello Matarazzo : un livreur
- 1953 : Celle qui passait (La passeggiata) de Renato Rascel : le conseiller
- 1954 : Senso de Luchino Visconti : le capitaine Meucci
- 1960 : Le Masque du démon (La maschera del demonio) de Mario Bava : le domestique Ivan
- 1961 : Traqués par la Gestapo (L'oro di Roma) de Carlo Lizzani : le banquier Pietro
- 1961 : Les partisans attaquent à l'aube (Un giorno da leoni) de Nanni Loy : le père de Danilo
- 1962 : Ulysse contre Hercule (Ulisse contro Ercole) de Mario Caiano : le roi Ircano
- 1965 : Berlin, opération Laser (Berlino : oppuntamento per le spie) de Vittorio Sala : Dr Van Dongen
- 1966 : Le Commissaire Maigret à Pigalle (Maigret a Pigalle) de Mario Landi : Dr Blain
- 1968 : Chimera d'Ettore Maria Fizzarotti : le gynécologue
- 1969 : Ora X: Pattuglia suicida de Gaetano Quartararo : le professeur
- 1973 : Nous voulons les colonels (Vogliamo i colonelli) de Mario Monicelli : Onorevole Mazzante
- 1973 : Le Grand Kidnapping (La polizia sta a guardare) de Roberto Infascelli : le médecin-légiste
- 1973 : La Police au service du citoyen (La polizia è al servizio del cittadino ?) de Romolo Guerrieri : le commissaire
- 1974 : L'An un (Anno uno) de Roberto Rossellini : Palmiro Togliatti
- 1975 : ...a tutte le auto della polizia... de Mario Caiano : le commissaire
- 1976 : La peur règne sur la ville (Paura in città) de Giuseppe Rosati : le supérieur de Laura
- 1977 : Assaut sur la ville (Napoli spara!) de Mario Caiano : Don Alfredo
- 1984 : Tutti dentro d'Alberto Sordi : le conseiller Vanzetti
- 1995 : Secret d'État (Segreto di stato) de Giuseppe Ferrara : le banquier

### Télévision

#### Séries
- 1962 : I Giacobini, mini-série, 3 épisodes
- 1967 : Caravaggio, mini-série de Silverio Blasi, épisode 2 : un juge
- 1968 : Non cantare, spara (it), mini-série de Daniele D'Anza
- 1971 : E le stelle stanno a guardare (it), mini-série d'Anton Giulio Majano, 4 épisodes : Adam Todd
- 1974 : Philo Vance (it), mini-série de Marco Leto, un épisode : le notaire Ross
- 1991 : Doris una diva del regime (it), mini-série dAlfredo Giannetti : Giovanni Addessi

#### Téléfilms
- 1955 : Io sono Gionata Scrivener de Mario Landi : Fred Middleton
- 1956 : Une femme sans importance (Una donna senza importanza) de Silverio Blasi : Sir John Pontefract
- 1957 : Sette piccole croci de Vittorio Cottafavi : Janvier
- 1957 : L'Avare (L'avaro) de Vittorio Cottafavi : le commissaire
- 1958 : Une maison de poupée (Casa di bambola) de Vittorio Cottafavi : Dr Rank
- 1959 : À chacun sa vérité (Così è – se vi pare) de Sandro Bolchi : Lamberto Laudisi
- 1959 : Les Fils de Médée (it) (I figli di Medea) d'Anton Giulio Majano : Dr Vinciguerra
- 1962 : La bella avventura de Mario Landi : le comte d'Eguzon
- 1962 : Un errore giudiziaro de Gian Paolo Callegari : le juge Calvenzi
- 1965 : Ai poeti non si spara de Vittorio Cottafavi : le président
- 1966 : La sera del sabato d'Anton Giulio Majano : le notaire
- 1967 : Il processo di Santa Teresa del Bambino Gesù (it) de Vittorio Cottafavi : l'officiel
- 1969 : Il profondo mare azzurro d'Anton Giulio Majano : William Collyer
- 1981 : Esami di maturità d'Anton Giulio Majano : Daniel Baragn

## Théâtre (sélection)
- 1947 : Les Bas-fonds (L'albergo dei poveri) de Maxime Gorki, adaptation et mise en scène de Giorgio Strehler, production du Piccolo Teatro di Milano
- 1947 : Les Nuits de la colère (Le notti dell'ira) d'Armand Salacrou, adaptation de Mario Lucani et Guido Rosada, mise en scène de Giorgio Strehler, production du Piccolo Teatro di Milano
- 1959 : Été et Fumées (Estate e fumo) de Tennessee Williams, adaptation de Gerardo Guerrieri, production du Teatro della Cometa de Rome
- 1960 : La Mouette (Il gabbiano) d'Anton Tchekhov, production du Teatro della Cometa de Rome
- 1965 : Le marchand de glace est passé (Arriva l'uomo del ghiaccio) d'Eugene O'Neill, adaptation de Bruno Fonzi, mise en scène de Luigi Squarzina, production du Théâtre national de Gênes : James Cameron
- 1976 : Mesure pour mesure (Misura per misura) de William Shakespeare, adaptation et mise en scène de Luigi Squarzina, production du Teatro Argentina de Rome : Escalo